# Giunto viscoso

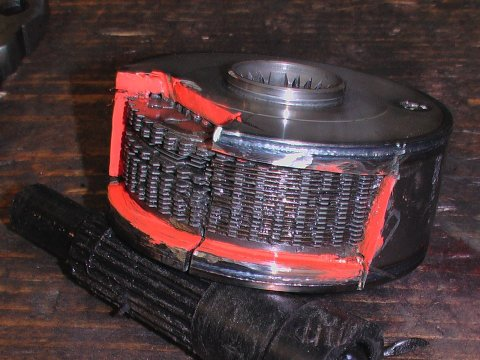
Dispositivo sezionato.

Il giunto viscoso (detto anche visco-drive o giunto Ferguson dal nome dell'inventore) è un organo meccanico che serve a collegare due alberi in maniera non rigida, permettendo piccole differenze di velocità di rotazione.

## Descrizione tecnica

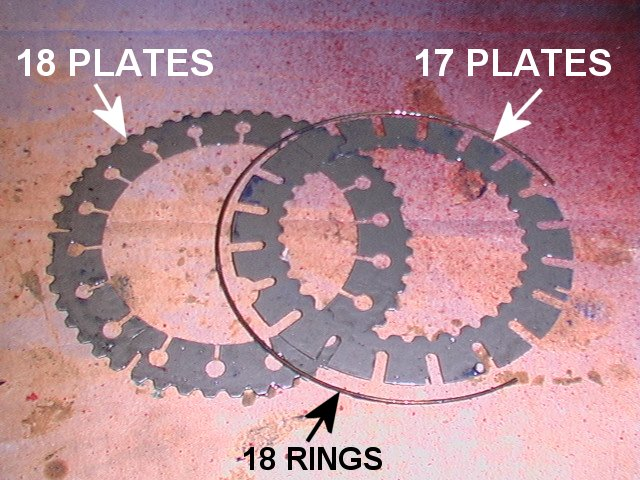
Differenze tra i due dischi all'interno di un giunto viscoso.

Due serie di dischi calettati alle estremità dei due alberi sono poste a distanza ravvicinata in una scatola che contiene un particolare liquido siliconico che ha la caratteristica di aumentare notevolmente la sua viscosità con la temperatura.
Quando le velocità dei due alberi sono diverse il liquido si scalda (secondo un meccanismo analogo a quello del mulinello di Joule) e, aumentando l'attrito con i dischi, limita lo slittamento relativo dei due fino ad impedirlo (con tempi di intervento dell'ordine del secondo).
Quando la tendenza ad avere velocità diverse diminuisce il liquido si raffredda e torna a permettere piccole differenze di velocità di rotazione.
Il giunto viscoso viene utilizzato principalmente come sistema di bloccaggio automatico del differenziale centrale (o, meno frequentemente, posteriore) degli autoveicoli a trazione integrale, principalmente dalle auto sportive e dai SUV dalle caratteristiche più stradali che fuoristradali.
In alcuni casi può direttamente sostituire il differenziale centrale.
Nell'uso stradale l'intervento progressivo del bloccaggio dovuto al tempo necessario al liquido per riscaldarsi è da considerarsi un vantaggio sia per non cogliere impreparato il conducente sia per questioni di comfort. Nelle competizioni invece si preferisce ricorrere ad altre soluzioni che riducano il tempo di bloccaggio.
Le vetture dotate di trazione integrale con giunto viscoso devono avere un sistema che lo disabilita in caso di frenata, dove l'indipendenza di rotazione delle ruote è essenziale per un corretto funzionamento dell'impianto frenante sia esso con o senza ABS. A tal fine vengono oggi impiegate delle frizioni tipo Haldex.
Il giunto viscoso è stato impiegato ad esempio nei seguenti modelli:
- Alfa Romeo 164 (versione Q4)
- Alfa Romeo 33 (versione Q4)
- Fiat Coupé (versioni sovralimentate)
- Fiat Panda 4X4 (versione 2003 (Progetto 169))
- Lancia Delta
- Lancia K
- Porsche 911 Targa4
- Volkswagen Golf 4X4
- Volkswagen Transporter T4
- Ford Escort Rs Turbo
- Suzuki swift AllGrip

## Informazioni aggiuntive
"Visco" è un marchio registrato della Behr GmbH, Stuttgart. DPMA Registernummer 1130963;  Nizza-Klasse 12, 7: Flüssigkeitsreibungskupplungen für Maschinen und Landfahrzeuge